# Formica macrognatha
Formica macrognatha är en myrart som beskrevs av Presl 1822. Formica macrognatha ingår i släktet Formica och familjen myror. Inga underarter finns listade i Catalogue of Life.